# Жовтенко, Валерий Тимофеевич
Валерий Тимофеевич Жовтенко (укр. Валерій Тимофійович Жовтенко; род. 19 ноября 1961, Кировоград, Украинская ССР) — украинский дипломат. Чрезвычайный и Полномочный Посол Украины в Литовской Республике (2011—2015). Чрезвычайный и Полномочный Посол Украины в Кыргызской Республике (с 2019).

## Биография
Родился 19 ноября 1961 года в Кировограде.
Окончил Киевский политехнический институт, промышленная электроника. Окончил Украинскую академию внешней торговли, магистр международной экономики.
На дипломатической службе с 1998 года.
В 1998—2003 годах — руководитель торгово-экономической миссии в составе Посольства Украины в Латвийской Республике.
В 2003—2004 годах — временный поверенный в делах Украины в Латвийской Республике.
В 2004—2011 годах — работал в центральном аппарате Министерства иностранных дел Украины: национальный координатор Украины в международной организации Центрально-Европейская инициатива, заместитель Директора департамента, Директор департамента МИД Украины.
С 8 апреля 2011 по 18 июня 2015 года — Чрезвычайный и Полномочный Посол Украины в Литовской Республике.
2 июня 2011 года вручил верительные грамоты Президенту Литовской Республики Дали Грибаускайте и официально вступил в должность Чрезвычайного и Полномочного Посла Украины в Литве.
В 2016—2018 годах — Специальный представитель Украины по вопросам приднестровского урегулирования.
С 2019 года — Чрезвычайный и Полномочный Посол Украины в Кыргызской Республике.
25 января 2019 года вручил верительные грамоты Президенту Кыргызской Республики С. Жээнбекову.
Владеет английским и русским языками.

## Дипломатический ранг
- Чрезвычайный и Полномочный Посол[1]

## Награды и знаки отличия
- Почётная грамота Кабинета Министров Украины (15 октября 2001)[5]
- Почётная грамота Верховной Рады Украины
- Почётное отличие МИД Украины